# Donaubrücke Günzburg
Die Donaubrücke Günzburg ist ein Neubau einer bereits vorhandenen, aber beschädigten alten Brücke und überspannt in Schwaben nördlich von Günzburg die Donau und deren beidseitigen Vorlandbereiche. Sie überführt als Teil der Ortsumgehung die Bundesstraße 16 mit zwei Fahrstreifen und wurde in den Jahren 2010 bis 2011 errichtet.

## Gründe für den Abriss der alten Donaubrücke
Die alte Fachwerkbrücke aus dem Jahre 1948 war aufgrund ihres Alters und des immer stärker werdenden Verkehrsaufkommens sehr beschädigt und hatte somit eine verringerte Tragfähigkeit.

## Besonderheiten
Die Ingenieure Jürgen Schmidt und Peter Radl von SSF Ingenieure München gewannen den Ingenieurpreis des deutschen Stahlbaus 2013 in der Kategorie Brückenbau für die Donaubrücke Günzburg. Nach ihrem Entwurf wurde ein 110 m langes Brückenbauwerk errichtet, das aus einer Stabbogenbrücke mit gekreuzten Hängern und einer Stützweite von 83 m sowie an beiden Enden je einer Randbrücke mit 13,50 m Stützweite besteht.

## Beleuchtung
Mit energieeffizienter LED-Technik wird die Brücke beleuchtet; 16 Strahler sind in der Lage, unterschiedliche Lichtszenarien zu erzeugen. Das geschieht durch neun unterschiedliche Farben, von denen jede fünf Minuten aufleuchtet und in sanftem Übergang zur nächsten wechselt. Mit dieser Beleuchtung wollte der Bauherr erzielen, dass der zentrale nördliche Stadteingang mit Hilfe einer künstlerisch gestalteten Beleuchtung zu einem Identifikationspunkt gemacht wird.